# Šavac
Šavac (cyr. Шавац) – wieś w Serbii, w okręgu pomorawskim, w gminie Paraćin. W 2011 roku liczyła 516 mieszkańców.